# Ludovico Trasi

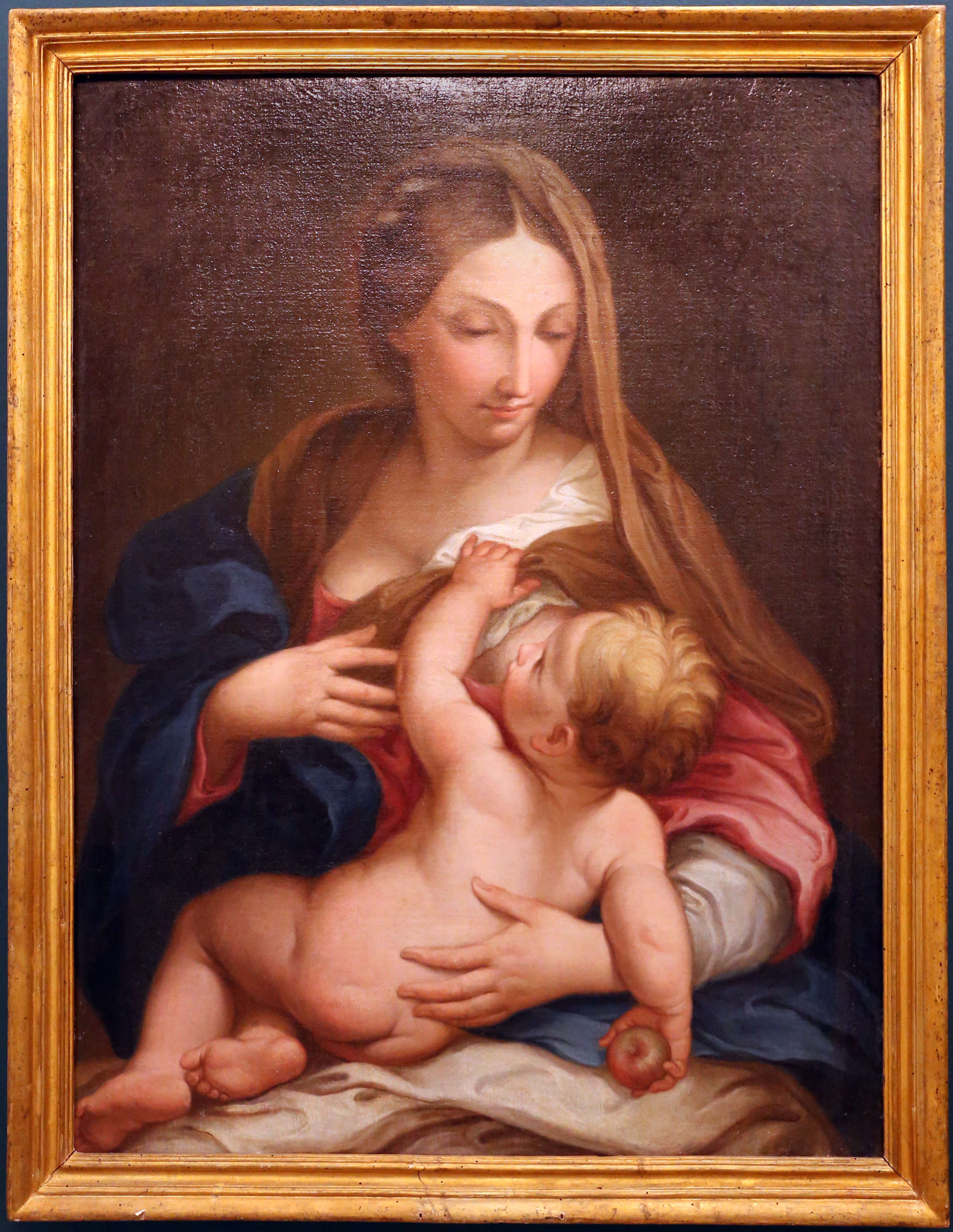
Vierge à l'Enfant, Ascoli, Pinacothèque Civique

Ludovico Trasi (né à Ascoli Piceno en 1634 et mort dans la même ville le 20 février 1694) est un peintre italien de la période baroque.

## Biographie
Fils du peintre Antonio, Il apprend ses premiers préceptes artistiques auprès de son père et, après une courte période auprès de l'architecte Celso Saccoccia, il est envoyé à Rome à l'école d'Andrea Sacchi. De retour à Ascoli, il peint des églises et est scénographe pour le théâtre. L'un de ses chefs-d'œuvre est le Miracle de San Nicola di Bari pour l'église de San Cristoforo d' Ascoli Piceno.
Parmi ses élèves figurent Tommaso Nardini (en) et Luca Vitelli (en) (mort en 1730),. Son frère, Giovanni Trasi, était également peintre et devient  un collaborateur en quadratura de Pier-Sante Cicala (en) .
- (en) Michael Bryan, Dictionary of Painters and Engravers, Biographical and Critical, vol. II L-Z, London, George Bell and Sons, 1889 (lire en ligne), p. 584
- (it) Rassegna bibliografica dell'arte italiana par Egidio Calzini, p. 52.